# Empresa Nacional Hidroelèctrica de la Ribagorçana
Empresa Nacional Hidroelèctrica de la Ribagorçana (ENHER) fou una companyia elèctrica creada per l'INI l'any 1944 amb seu a Barcelona. Era activa en la producció hidroelèctrica però també va tenir participacions en centrals tèrmiques i nuclears i distribuïa energia elèctrica a Catalunya i Aragó. La seu social era a la Casa Fuster de Barcelona. El 1983 passà a dependre d'Endesa que la va absorbir el 1999, un any després d'haver estat privatitzada. Malgrat l'extinció de la seva personalitat jurídica, Endesa va fer servir la marca comercial Fecsa-Enher per a la distribució elèctrica a Catalunya fins a l'any 2001.

## Història
L'Empresa Nacional Hidroelèctrica de la Ribagorçana fou constituïda el 7 de desembre del 1946 amb l'objectiu d'aprofitar els recursos hidràulics de la conca del riu Noguera-Ribagorçana. Més endavant va obtenir també concessions al riu Ebre i l'any 1970 l'INI li traspassà l'explotació de les centrals hidroelèctriques de Mediano, Grado I i Grado II al riu Cinca. A l'octubre del 1964 es posen en servei els quatre grups de la Central de Mequinensa al riu Ebre i al novembre del 1967 es posen en marxa els grups de la Central de Riba-roja de Ebre.
En els anys 1960 el creixement econòmic espanyol i l'augment de la demanda elèctrica va dur ENHER a cercar noves font d'energia més enllà dels salts d'aigua. El 1967, junt amb Hidroelèctrica de Cataluña (Hecsa), va construir una central tèrmica de 150 MW a Sant Adrià de Besòs, denominada Besós I, que entra en servei al mes d'octubre del 1966. El 1968 Enher i Hecsa varen constituir al 50% la societat Térmicas del Besós (TERBESA) per a administrar aquesta central i un segon grup, Besós II, inaugurat l'any 1972, a part d'altres instal·lacions tèrmiques com la central de Foix, connectada el 1979.
En l'àmbit nuclear, també va formar part, amb un 23%, de l'Hispano Francesa de Electricidad (Hifrensa), un consorci d'empreses integrat per Electricité de France i les altres grans elèctriques catalanes, ENHER, FECSA i FH SEGRE HECSA, per a construir la primera central nuclear catalana i tercera espanyola, Vandellós I, que va entrar en servei l'any 1972. Va entrar també a l'Associació Nuclear Ascó II amb una participació del 40%. El 1981 es va autoritzar la construcció de la central nuclear Vandellós II, projecte en el qual ENHER tenia el 54%.
La reorganització del sector elèctric del govern espanyol va suposar que el 1983 l'INI traspassés a Endesa, també empresa pública, totes les seves participacions accionarials en empreses elèctriques, inclosa ENHER. Per a reduir el seu deute, ENHER va traspassar a Endesa les participacions en les nuclears Vandellós II (54%) i Ascó II (40%).
Després d'un acord d'intercanvi d'actius signat per Endesa i Iberdrola, l'any 1994 ENHER va adquirir el 55% d'Hidruña 1, societat a la qual s'havien transferit tots els actius elèctrics de Hidroeléctrica de Catalunya, excepte els nuclears. Finalment, l'any 1998, Hidruña fou absorbida per ENHER, que amb aquesta operació va assolir 1,6 milions de clients, cosa que suposava el 50% del mercat català i el 15% de l'aragonès. A més a més, sumava 35.000 km de línies elèctriques i més de 9.000 MW de potència instal·lada. Aquest mateix any 1998, va canviar la seva raó social a Empresa Hidroeléctrica del Ribagorzana, S.A., tot i que va mantenir la marca comercial ENHER.
L'any 1999 ENHER fou absorbida per Endesa, que un any abans havia set privatitzada; l'intercanvi de títols fou de 24 accions d'ENHER per 25 d'Endesa. Abans de la fusió per absorció, Enher i Fecsa —filial que també fou absorbida— varen segregar els seus actius de producció elèctrica no nuclear i de distribució d'electricitat en una nova sociedad, denominada Fecsa-Enher I, S.A., controlada al 100% per Endesa. Els actius de generació després es varen escindir en una altra societat, Fecsa-Enher II, S.A. Endesa va operar en el mercat de distribució d'energia elèctrica de Catalunya amb la filial Fecsa-Enher fins a l'any 2001, moment en què va canviar la marca a Fecsa-Endesa.

## Seu
ENHER tenía la seu principal a la Casa Fuster, edifici d'estil modernista de l'arquitecte Lluís Domènech i Montaner, al número 132 del Passeig de Gràcia de Barcelona. La companyia elèctrica va adquirir l'immoble l'any 1960 per 11 milions de pessetes amb la intenció de demolir-lo per a construir-hi un gratacels d'oficines que s'havia de anomenar Torre Barcelona. Malgrat això, una campanya en diversos mitjans periodístics per a preservar el monument, Enher va descartar el projecte i va instal·lar les oficines a l'edifici històric Casa Fuster, el qual va restaurar en una actuació que acabà l'any 1974. L'any 2000 Endesa va vendre la finca, que es convertí en hotel. Actualment l'edifici està protegit com a Bé cultural d'interès local.

## Actius de producció hidràulica
Els principals actius de producció hidràulica d'ENHER foren els següents (C.H.: Central Hidroelèctrica):
C.H. Senet-Posada en marxa: 1951
C.H. Vilaller-Posada en marxa: 1952
C.H. Bono-Posada en marxa: 1953
C.H. Llesp-Posada en marxa: 1953
C.H. Pont de Suert-Posada en marxa: 1955
C.H. Escales-Posada en marxa: 1955
C.H. Boï-Posada en marxa: 1956
C.H. Caldes-Posada en marxa: 1958
C.H. Pont de Montanyana-Posada en marxa: 1958
C.H. Canelles-Posada en marxa: 1959
C.H. Santa Anna-Posada en marxa:1962
C.H.Mequinensa-Posada en marxa: 1964
C.H. Riba-Roja-Posada en marxa: 1967
C.H. Moralets-Baserca-Llauset

## Tecnologies per al control dels actius elèctrics
Junt amb les grans obres d'infraestructura hidràulica i elèctrica, l'empresa ENHER també va excel·lir en el desenvolupament de tecnologies TIC aplicades precisament a la gestió i control d'aquestes infraestructures. Com a exponent destaquem els importants desenvolupaments fets en els àmbits de les xarxes d'ordinadors (TRAME) i en el del Telecontrol (SICL).